# 武田金次郎
武田 金次郎（たけだ きんじろう、嘉永元年8月10日（1848年9月7日） - 明治28年（1895年）3月28日）は、幕末期の志士。水戸藩藩士・武田耕雲斎の孫。母は藤田東湖の妹。名は藎。

## 来歴
1848年、水戸藩士・武田彦衛門の子として生まれる。
1864年の天狗党の乱には、祖父や父と共に参加する。のちに乱が鎮圧されて祖父など376人が死罪に処せられたが、若年を理由に遠島処分となる。1866年、金次郎ら110名は小浜藩に預けられ、佐柿（福井県美浜町）の屋敷に収容されて謹慎したものの、准藩士格として厚遇される。1868年、王政復古によって朝廷から罪を許され、水戸への帰藩を命ぜられた。
帰藩した金次郎らは、朝廷の威光により藩の実権を掌握。通称「さいみ党」と呼ばれた金次郎らは、仇敵であった諸生党残党に復讐をすべく、白昼堂々に襲撃・暗殺し、藩内を極度の混乱状態に陥れた。山川菊栄は、金次郎について「無知で幼稚な彼を支配するものは、空虚な名門の思い上がりと、朝廷からの、まるで復讐をあおるような甚だふさわしからぬお言葉だけであった。五カ条の御誓文などよめもせず、読んできかされてもわかりはしなかったろうともいわれた。彼のひきいるならず者部隊のなかには、バクチですった恨みをはらすため、または酒の上のケンカから、相手に「天誅」を加えたのもあるという」と記している。
版籍奉還後は藩の権大参事を務めたものの、廃藩置県後は経済的に窮迫し、やがて病に倒れる。1895年、病死。享年48。
晩年の金次郎の詳細な状況を示す史料が見つかり、茨城県立歴史館研究員により2018年3月に報告されている。水戸藩出身の志士で、明治維新後、政府の要職を歴任した香川敬三が知人にあてた手紙（1894年（明治27年）12月23日付）に金次郎の貧窮した状況が記されている。
香川が栃木県の塩原温泉を訪れたとき、物乞い同然のみすぼらしい小屋で暮らす、体の不自由な金次郎と出会った。驚き哀れに思い、香川が金銭を渡すと、金次郎は喜び、ひれ伏したという。このあと、金次郎は水戸に戻され、3か月後に亡くなった。
1907年、正五位を追贈された。

## 備考
- 一説によれば、晩年は伊香保温泉で風呂番をしていたと伝えられる。
- 父彦衛門が跡部氏から宗家の武田に改姓している。